# Edificio Hydro-Québec

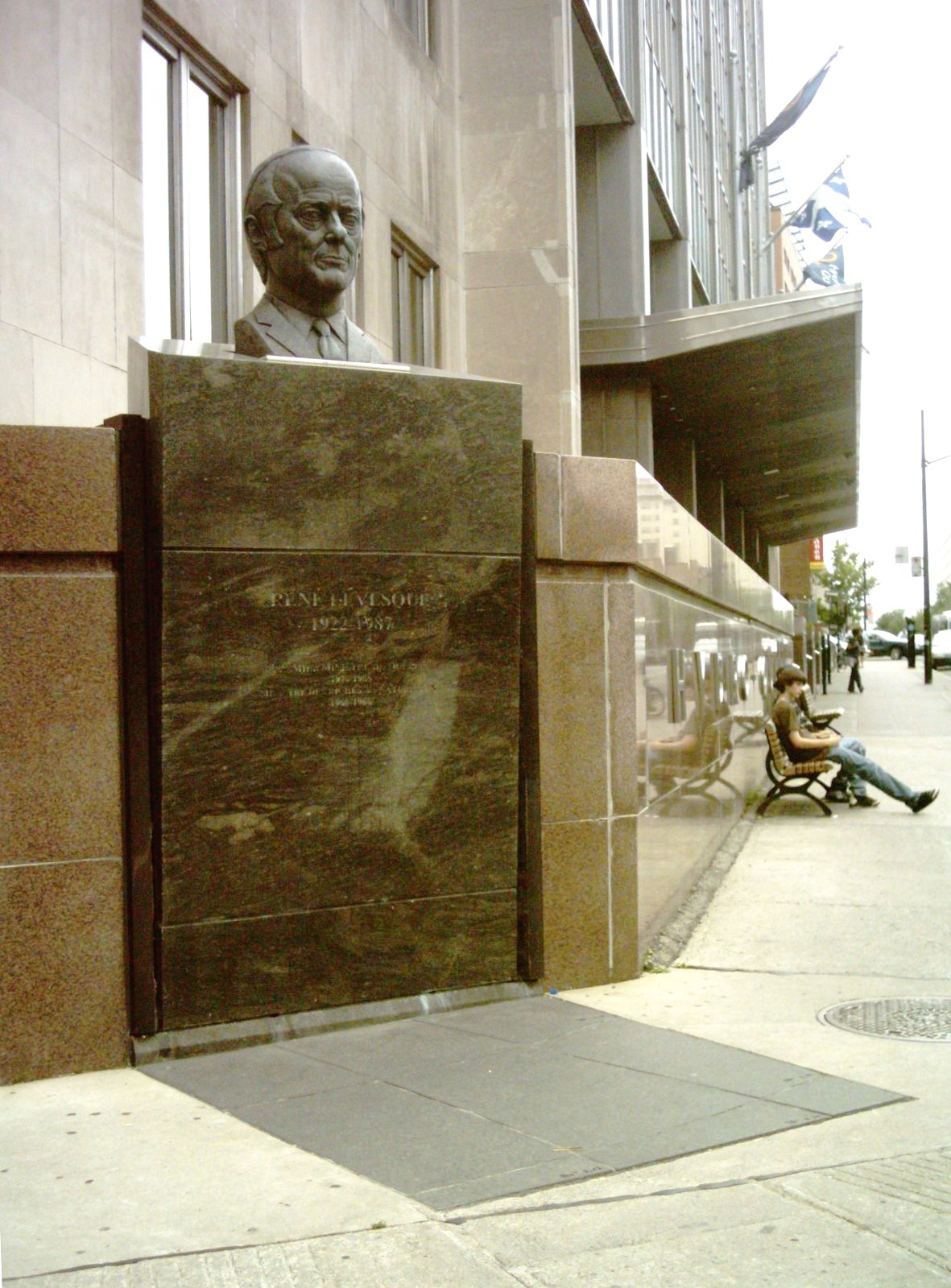
Busto de René Lévesque

El Edificio Hydro-Québec (en francés: Édifice Hydro-Québec) es un rascacielos de Montreal, la mayor ciudad de la provincia canadiense de Quebec. Mide 110 metros y tiene 27 pisos. 

## Descripción
Terminado en 1962, alberga la sede de Hydro-Québec y las oficinas de Montreal del primer ministro de Quebec. ̈
El edificio está ubicado en el bulevar René-Lévesque, llamado así por el ex primer ministro René Lévesque, quien había nacionalizado las empresas hidroeléctricas de Quebec en 1963 mientras se desempeñaba como Ministro de Recursos Hidroeléctricos y Obras Públicas en el gobierno de Jean Lesage. Un busto de Lévesque fue descubierto frente al edificio el 24 de agosto de 2001.